# Les Deux Chauffeurs
Les Deux Chauffeurs (I due autisti) est une nouvelle de Dino Buzzati, incluse dans le recueil Le K publié en 1966.

## Résumé
Le narrateur suit en voiture sur l'autoroute le corbillard qui conduit sa mère à sa dernière demeure située dans une autre ville. Pendant le trajet, il constate que les deux chauffeurs parlent avec vivacité et se demande quelle est cette conversation qui se déroule en présence de sa mère défunte. Peu à peu, il se remémore les dernières années, les rapports trop évasifs avec sa mère en raison de la vie qu'il avait choisi de mener, le pardon discret qu'elle lui prodiguait. Il songe à l'injustice profonde et inconsciente de son comportement envers elle. 